# São Julião de Montenegro
São Julião de Montenegro ist ein Ort und eine ehemalige Gemeinde (Freguesia) im portugiesischen Kreis Chaves. Die Gemeinde hatte 280 Einwohner (Stand 30. Juni 2011).
Am 29. September 2013 wurden die Gemeinden São Julião de Montenegro, Cela und Eiras zur neuen Gemeinde União das Freguesias das Eiras, São Julião de Montenegro e Cela zusammengeschlossen.